# 소존
소존(蕭尊, ? ~ 기원전 8년)은 전한 말기의 관료로, 개국공신 소하의 후손이다.

## 생애
영시 4년(기원전 13년), 찬후(酇侯) 작위를 이어받고 태상이 되었다.
수화 원년(기원전 8년)에 죽어 시호를 질이라 하였고, 아들 소장이 작위를 이었다.

## 출전
- 반고, 《한서》
  - 권16 고혜고후문공신표
  - 권19하 백관공경표 下

| 전임 두업 | 전한의 태상 기원전 13년 ~ 기원전 8년 | 후임 유상 |

| 선대 아버지 찬희후 소희 | 전한의 찬후 기원전 13년 ~ 기원전 8년 | 후대 아들 찬질후 소장 |